# Sturnella loyca
Sturnella loyca là một loài chim trong họ Icteridae.